# Michaël N'dri
Michaël N'dri (sinh ngày 1 tháng 11 năm 1984) là một cầu thủ bóng đá người Pháp.

## Sự nghiệp
N'dri thi đấu sự nghiệp trẻ cho FC Salon de Provence và Val Durance Fa. Năm 2003, anh khởi đầu sự nghiệp với FC Sète. Anh thi đấu 2,5 năm cho FC Sète và gia nhập Sporting Toulon Var vào tháng 1 năm 2006. Ngày 27 tháng 6 năm 2007, anh ký bản hợp đồng 2 năm cho R. Charleroi S.C., trước đó đã ghi 7 bàn trong 28 trận mùa giải 2006-07 cho Sporting Toulon Var. Sau một mùa giải ngày 8 tháng 8 năm 2008, anh hủy bỏ hợp đồng với R. Charleroi S.C. và ký hợp đồng với Al-Ittihad ở UAE League.

## Danh hiệu
Muangthong United
- Giải bóng đá Ngoại hạng Thái Lan (1): 2016
- Cúp Liên đoàn Bóng đá Thái Lan (1): 2016